# Michel Gomel
Michel Gomel est un footballeur français, né le 9 septembre 1959 à Abbeville (Somme), qui jouait au poste de défenseur du milieu des années 1970 jusqu'à la fin des années 1980.
Il ne joue que dans un seul club professionnel dans sa carrière, le SC Abbeville.

## Biographie
Formé au SC Abbeville, il débute avec l'équipe première en amateur, avant de monter en Division 2 en 1980.
Son principal fait d'armes est de tenir tête au Paris Saint-Germain le 12 mars 1983, lors du 1/16e de finale de Coupe de France, où Abbeville gagne le match retour 1-0 au stade Paul-Delique, après avoir perdu 2-0 à l'aller au Parc des Princes.
Il dispute un total de 193 matchs en Division 2 entre 1980 et 1986, inscrivant 17 buts.

## Carrière
- 1977-1986 :  : SC Abbeville (DH - CFA2 - CFA - D2)
- 1986-1988 :  : Olympique Saint-Quentin (CFA)
- 1988-1989 :  : Saint-Valery-sur-Somme (Régional), entraîneur-joueur
- 1989-1992 :  US Friville-Escarbotin (DH - CFA2), entraîneur-adjoint
- 1992-1993 :  SC Pont-Remy (Régional)
- 2011-2013 :  AS Abbeville Menchecourt (District)